# 6068 Brandenburg
A 6068 Brandenburg (ideiglenes jelöléssel 1990 TJ2) a Naprendszer kisbolygóövében található aszteroida. Freimut Börngen és Lutz Schmadel fedezte fel 1990. október 10-én.